# SSV Bozen
Der SSV Bozen ist ein Sportverein aus Bozen, der in verschiedenen Sportarten erfolgreich ist und war. Der Verein hat rund 3800 aktive Mitglieder (Stand 2019) und 13 Sektionen (Abteilungen) und ist damit Südtirols größter Sportverein.

## Geschichte

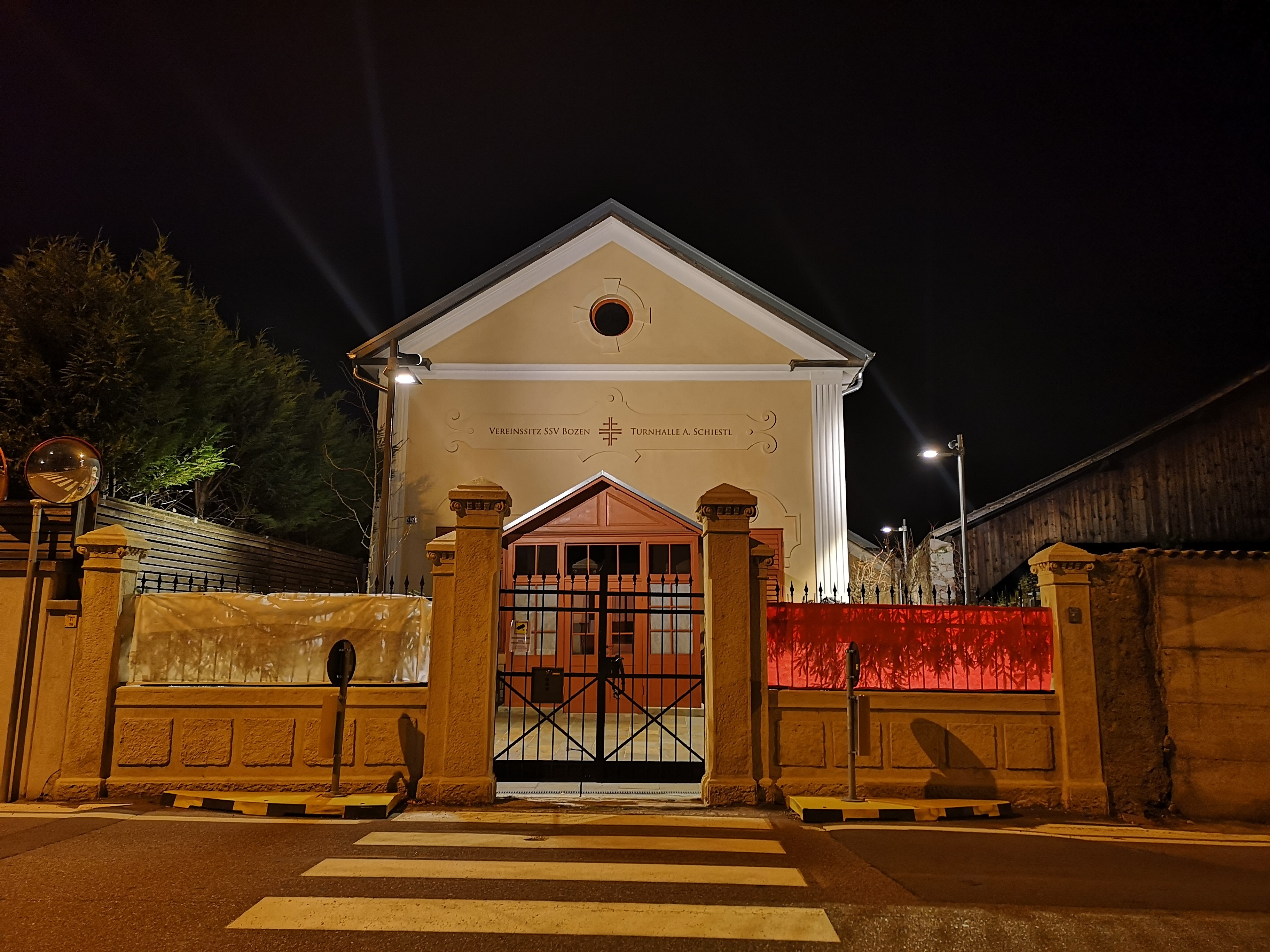
Alte Grieser Turnhalle, seit 2020 Sitz des SSV

Bereits 1862 wurde in Bozen ein Turnverein gegründet, der 1926 von der faschistischen Stadtverwaltung aufgelöst und dessen Vereinssitz in der Vintlerstraße enteignet wurde. In dem bis 1925/26 eigenständigen Stadtteil Gries bestand seit 1911 ein eigener Turnverein, der 1920 vom christlich-deutschen Turnerbund zum Turngau Südtirol übertrat; auch er wurde 1926 aufgelöst.
Der SSV Bozen wurde am 17. November 1945 mit sieben Sektionen als Nachfolgeorganisation des Turnvereins gegründet; hauptsächliche Promotoren waren Ernst Ebner, Toni Ruedl und der bereits im Völkischen Kampfring Südtirols als Leiter des Kreises Bozen aktive Ferdl Lauggas. 1946 rief die Sportlehrerin Anna Gummerer-Masetti (1920–2017) eine Freizeitturngruppe ins Leben, die bis heute besteht. Damit hat der Verein von Beginn an seine zwei Ziele verwirklicht, das der Jugendförderung mit den daraus hervorgehenden Leistungssportlern und das der Förderung des Breitensports mit zahlreichen Freizeitmannschaften, in verschiedenen Sportarten und einer eigenen Sektion (den Senioren von 60+).
Auf den damaligen ersten Präsidenten Luis Sand folgten Alfons Loacker, Luis Oberrauch, Hugo Reinisch und für 17 Jahre Thomas Pan als Präsidenten. Jeder prägte auf seine Art den Großverein, der wuchs und sportlich erfolgreich war. Unter Pans Führung waren die Sektionen Schwimmen, Volleyball, Tischtennis, Badminton, Squash und die Freizeitsektion gegründet worden. Herbert Mayr, Bozens damaliger Vizebürgermeister, wurde 1987 zum Präsidenten gewählt, ihm folgte im März 1994 Michael (Much) Pichler nach. Seit März 2004 steht Evi Seebacher Cazzanelli dem Verein als Präsidentin vor. Die Geschäftsführung ist seit 2022 an Sebastian Mantovan übergegangen.
Seit 2020 befindet sich der Vereinssitz in der sanierten Alten Grieser Turnhalle, dem ehemaligen Grieser Theater, in der Fagenstraße. Das Gebäude wurde nach dem örtlichen Turnpionier Anton Schiestl benannt.

## Sektionen (Auswahl)

### Handball
Die Sektion Handball wurde 1965 gegründet. Die Herren sind am erfolgreichsten (Italienmeister 2011/12); daneben bestehen Jugendmannschaften verschiedener Altersstufen und Geschlechter sowie ein Altherrenteam (Rohdiamanten).

### Volleyball
Die Frauen vom SSV Bozen Volleyball spielen seit Jahren in der Serie D und stiegen 2007 in die höchste regionale Liga, die Serie C, auf.
In der Saison 2007/08 gewannen die Frauen vom SSV die Meisterschaft der Serie C. Die Mannschaft verzichtete aber auf den Aufstieg in die überregionale Serie B.

### Faustball
Der SSV Bozen stellt nach wie vor die einzigen Faustballmannschaften Südtirols und war lange der einzige Faustballverein Italiens (der Verband wurde erst 2005 gegründet). Bis dahin waren die Damen, Herren U18 und U21-Teams international als italienische Nationalmannschaft unterwegs. Das galt auch für die WM 2011. Als solche richtete der Verein auch 2003 die erste Faustball-Weltmeisterschaft der männlichen Jugend aus. Bei der Europameisterschaft 2008 in Stuttgart-Stammheim wurde der Verein als italienische Nationalmannschaft vierter hinter den TOP-Teams aus Deutschland, Österreich und der Schweiz. Der italienische Faustballverband wurde von Mitgliedern des SSV Bozen gegründet und hat seinen Sitz in Bozen. Die Bozner waren auch an der Gründung des International Fistball Association beteiligt.
Seit der Saison 2007–2008 nimmt der SSV Bozen an der 2. Bundesliga Österreichs teil, und 2008/09 beteiligte sich die U18-Mannschaft an der dritten Bundesliga. 2011 stieg die erste Mannschaft in die erste Bundesliga auf und die zweite in die 2. Bundesliga West.
2012 wurden am Faustballfeld an der Bozner Wassermauer Arbeiten durchgeführt, um das Spielfeld mit dem für den Ligabetrieb notwendigen Auslauf auszustatten, gleichzeitig wurden neue Umkleidekabinen in Containerbauweise errichtet.

### Unihockey – Floorball
Die Unihockey-Mannschaft SSV Bozen Floorball wurde fünfmal Italienmeister auf dem Großfeld, zweimal auf dem Kleinfeld, dreimal mit den U19 Juniorinnen, und gewann sechs der sieben vergebenen Pokale der Frauen.

### Eishockey
Die Eishockeymannschaft stieg 1962 als Meister der Serie B in die Serie A auf und verblieb bis 1965 in der höchsten Spielklasse Italiens.

### Schwimmen

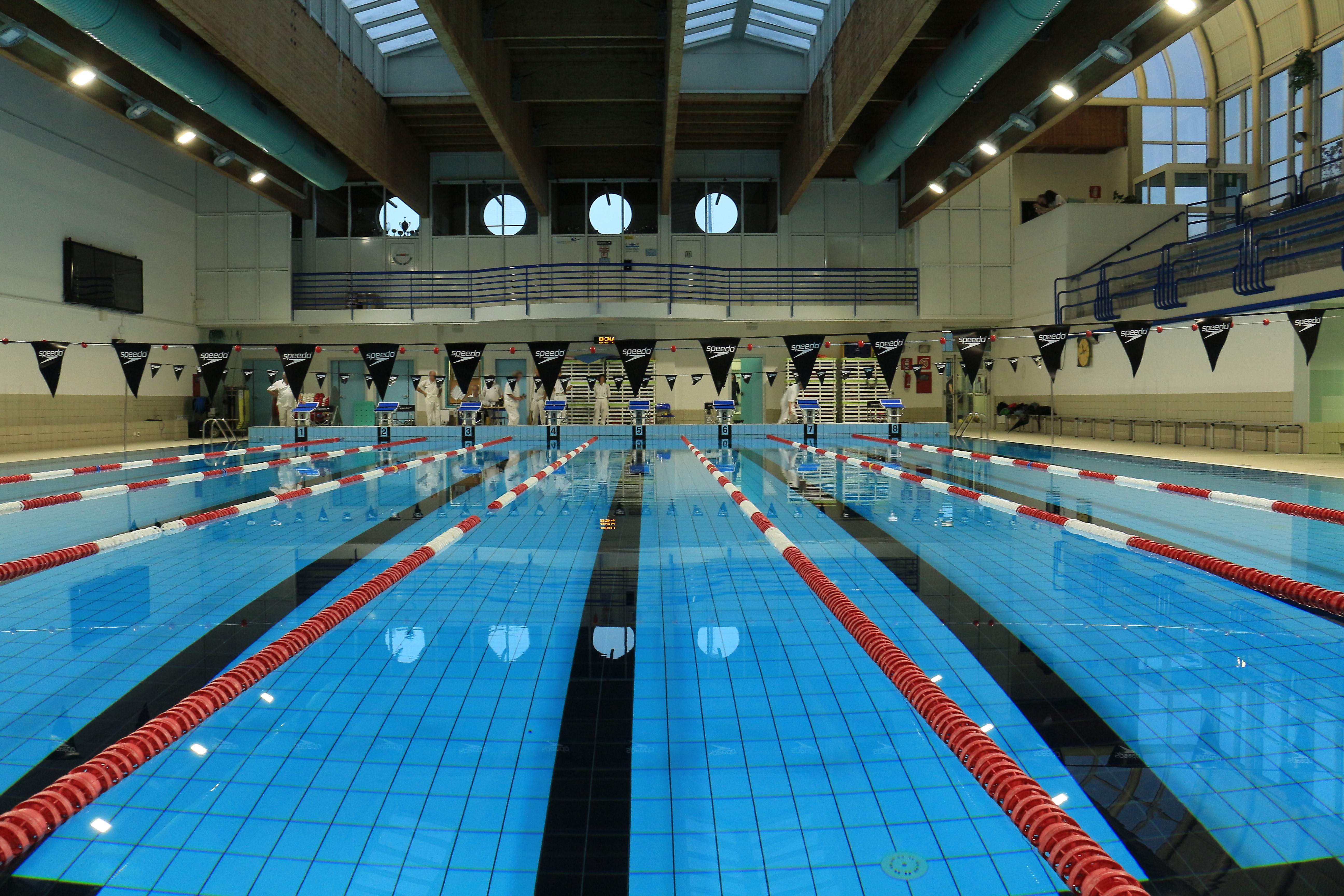
Schwimmhalle am Pfarrhof Bozen

Die seit 1972 bestehende Schwimmsektion hat schon mehrere Klasseschwimmer hervorgebracht und organisiert seit 1997 das jährliche Schwimmmeeting in der Sportzone Bozen-Pfarrhof.

### Tischtennis
Die Abteilung Tischtennis im SSV Bozen gehört zu den etablierten Tischtennisvereinen in Südtirol. In der Saison 2017/18 bestreiten fünf Herrenmannschaften die Meisterschaft der Serien C1, C2, D2 und der Veteranen. Von 1999 bis 2003 erreichte die erste Mannschaft das bisher beste sportliche Ergebnis und spielte in der 4. italienischen Liga (Serie B2).